# Horst Stark
Horst Stark (* 20. Juli 1934 in Hamburg) ist ein ehemaliger deutscher Schauspieler, Hörspiel- und Synchronsprecher.

## Leben
Horst Stark war als Schauspieler bei  verschiedenen Hamburger Bühnen beschäftigt, so im Thalia Theater, den Kammerspielen oder dem Theater im Zimmer. Im Fernsehen hat Stark in einigen Hamburger Tatort-Folgen mitgespielt. Neben seiner Arbeit als Schauspieler ist er als Synchronsprecher ebenso tätig wie in der Werbung.
Zu seinen wichtigsten Synchronarbeiten gehören die Serienhauptrollen Adam Cartwright (Pernell Roberts) in Bonanza, Moss Andrews (Ty Hardin) in S.O.S. – Charterboot, Mr. Roarke (Ricardo Montalbán) in Fantasy Island und Captain Furillo (Daniel J. Travanti) in Polizeirevier Hill Street. Auch hat er Burt Reynolds in Hai, Randolph Scott in Treibsand, Dennis Weaver in Duell von Steven Spielberg sowie Henry Silva in Flammen am Horizont synchronisiert. In der Serie Mannix war er für William Shatner in einer Gastrolle zu hören, in Mondbasis Alpha 1 sprach er zahlreiche Nebencharaktere. Zuletzt war er unter anderem für Patrick Bauchau in Dr. House zu hören. Einem größeren Publikum wurde er auch als Sprecher der Figuren Schlemihl und Sherlock Humbug in der Sesamstraße bekannt.
Darüber hinaus hat er Figuren in vielen Hörspielen gesprochen. Außerdem sprach er mehrere Märchen für die Hörspielreihe Erzähl mir was. Noch heute wird er oft mit seiner Tätigkeit in der Hörspielserie Commander Perkins oder der Gruselserie von H. G. Francis in Verbindung gebracht; in letzterer sprach er u. a. in der Folge Gräfin Dracula, Tochter des Bösen den nautischen Offizier Angelo Menares.
Horst Stark ist mittlerweile im Ruhestand und nimmt nur noch sporadisch Engagements an. Er lebt zumeist in Italien. Sein Sohn Christian Stark ist ebenfalls als Synchronsprecher tätig.

## Filmografie (Auswahl)
- 1968: Zirkus meines Lebens (Fernsehserie), Episode: "Die sechs Lianos"
- 1968: Polizeirevier 21 (Fernseh-Krimi)
- 1971: Tatort: Blechschaden
- 1975: Tatort: Kurzschluss
- 1979: PS-Geschichten ums Auto (Fernsehserie), Episode: "Feuerreiter IV"

## Hörspiele
- H. G. Francis: Die Gruselserie – Gräfin Dracula, Tochter des Bösen, Sprecher: Marianne Kehlau, Horst Stark, Gabi Libbach, Ernst von Klipstein, Katharina Brauren, Michael von Rospatt, Günther Ungeheuer, 1 CD, Europa Verlag 1981[1]
- Alexandre Dumas der Ältere: Die drei Musketiere. Regie: Sven Stricker, Sprecher: Ulrich Pleitgen, Andreas Fröhlich, Thomas Wenke, Samuel Weiss, Horst Stark, 2 CD, Der Hörverlag 2003, ISBN 3-89940-152-2
- Die drei ???: Unter anderem als Jim Hall in Der rasende Löwe, Marvin Gray in Der magische Kreis, als Bert Young in Die silberne Spinne und Skateboardfieber sowie Barclay in Der Geist des Goldgräbers[2]